# Комсомольский сельсовет (Мамонтовский район)
Комсомольский сельсовет — муниципальное образование со статусом сельского поселения и административно-территориальное образование в Мамонтовском районе Алтайского края России. Административный центр — посёлок Комсомольский.

## Демография
По результатам Всероссийской переписи населения 2010 года, численность населения муниципального образования составила 1145 человек, в том числе 532 мужчины и 613 женщин. Оценка Росстата на 1 января 2012 года — 1090 человек.

## Населённые пункты
В состав сельского поселения входит один населённый пункт — посёлок Комсомольский.